# Foolad Arena
 (octobre 2024).
Si vous disposez d'ouvrages ou d'articles de référence ou si vous connaissez des sites web de qualité traitant du thème abordé ici, merci de compléter l'article en donnant les références utiles à sa vérifiabilité et en les liant à la section « Notes et références ».
Le Foolad Arena (en persan : فولاد آرنا) est un stade nouvellement construit à Ahvaz qui a ouvert ses portes le 13 novembre 2018. Il accueille les matches à domicile du club de Foolad Ahvaz depuis mars 2019. L'achèvement du stade, initialement prévu pour novembre 2013, se fait mi-2018, en raison de problèmes financiers.

## Histoire
La société de design société Kowsar a remporté l'obtention du projet. Le stade a été construit sur l'emplacement du siège de Foolad, à Divistdastgah Town, et à proximité du stade Foolad Khuzestan d'une capacité de 5 000 places utilisé par l'académie du club, Foolad Novin.